# Johan Hansson (innebandyspelare)
Johan Andreas Mikael Hansson, senare Rosenströmer, född 28 maj 1979 i Varberg, är en svensk före detta innebandyspelare.
Hansson spelade i Elitserien för Warberg IC mellan 1999 och 2003. 2003 lämnade han klubben för Capricorn IBC, ett då fjärdedivisionslag.